# Nesselblatt

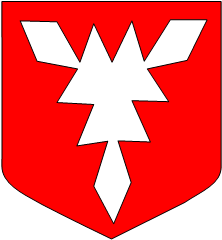
Nesselblatt, heraldisches Muster

Nesselblatt, heraldisches Muster

Das Nesselblatt ist in der Heraldik eine Darstellung mit nicht eindeutig geklärter Bedeutung.
Es war – in Silber und Rot – ursprünglich das Wappen der Schauenburger und der Grafschaft Holstein, mit der sie im Jahre 1110 belehnt wurden. Dadurch kam es insbesondere in das Landeswappen von Schleswig-Holstein und des Landkreises Schaumburg und ist dort jeweils lokal verbreitet.

## Darstellung und Bedeutung

Wappen Schleswig-Holsteins, heute amtliche Form (Holsteinisches Nesselblatt hinten, vorne die Schleswiger Löwen)

Wappen Landkreis Schaumburg, heute amtliche Form (Nesselblatt, mit blauem Bord)

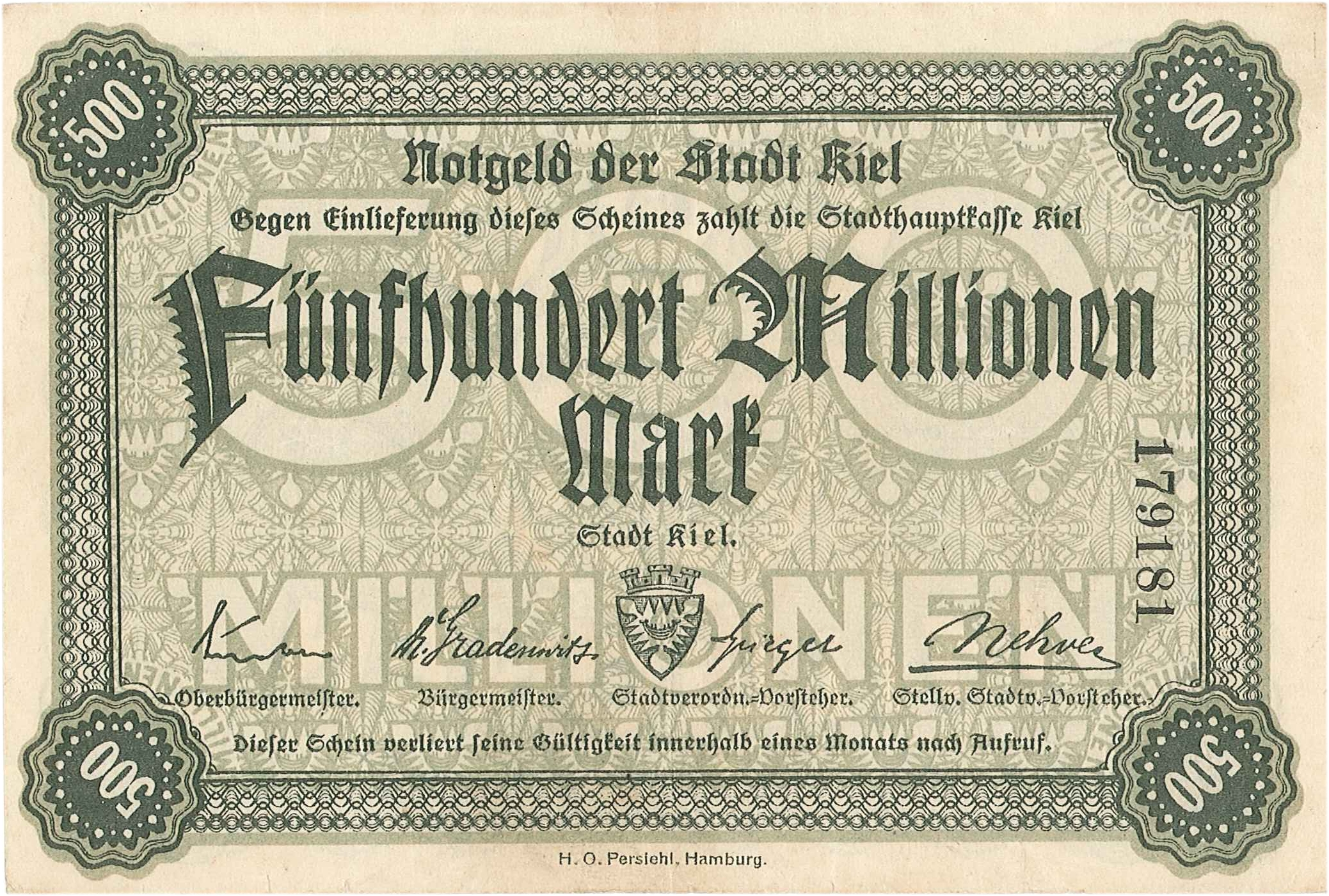
Wappen auf Notgeldschein der Stadthauptkasse Kiel

Charakter und Herkunft des Zeichens sind ungeklärt. Es gibt alte, bordürenartige Formen und dreizählig-lappige, sodass nicht klar ist, ob es sich um einen ursprünglich silbernen Schild mit rotem Rand oder einen roten Schild mit silbernem Zierrat handelt. Zudem war Ernst ab 1601 regierender Graf von Schaumburg und von Holstein-Pinneberg.
Die Theorien zur Herkunft sind:
- Es handelt sich um ein Heroldsbild, also eine abstrakte Farbteilung des Schildfeldes. Es sei als umlaufende Reihe von Spitzen, die vom Rand als eine Art gezackter Bordüre in das Feld hineinragen, zu deuten. Es ist danach eine besondere Form der Borde, also ursprünglich eine umlaufende Schildverstärkung.
- Es handelt sich um eine gemeine Figur, nämlich die stilisierte Darstellung des Blattes eines Brennnesselgewächses in der Feldmitte. Insbesondere die Brennnessel gilt als Symbol für Wehrhaftigkeit.
Die Grafen von Schauenburg hatten ihren Stammsitz im Wesertal bei Rinteln im heutigen Landkreis Schaumburg. Dort befand sich der Stammsitz Schaumburg auf dem Nesselberg (Netelenberge), 1130 von Adolf von Salingleuen (richtiger: von Santersleben) errichtet. Berg, Burg und Geschlecht sollen den Namen davon haben, dass dort reichlich Nesseln gewachsen seien. Im mutmaßlich ältesten schriftlichen Bericht über das Schaumburger Wappen, in der Chronik des Cyriacus Spangenberg von 1617, heißt es: „In etzlichen alten verzeichnissen wird funden/es sollte dieser Adolf von Salingleuen in seinem Erbwappen einen blauen Löwen/in weißen Felde geführet haben/Aber nachdem er auf Schawenburgk gebawet/habe der Keyser ihm an des Löwen statt ein Nesselblatt von dem Nettelberge in sein Wapen gegeben.“[1]
- Eine dritte Interpretation bezieht sich auf die explizite Dreizähligkeit, oft noch betont durch drei Nägel, und sieht darin eine Applikation, die auf den Schild aufgebracht wurde. Dabei wird ein ausdrücklicher Bezug auf die Kreuz-Nägel Christi als christliches Symbol gesehen.[2][3]

Die frühe historische Entwicklung stellt Friedrich Bartels so dar: „Das […] Schaumburger Nesselblatt führten die Landesherren erstmals 1229 unter Graf Adolf IV. in seiner ältesten Form als einen silbernen Schild mit erhöhtem rotgezackten Rand. Im Jahre 1257 taucht auf einem Wappensiegel des Grafen Gerhard I. eine neue Form auf: ein erhöhtes gezacktes Blatt und ein vertiefter Zahnrand. Der Rand des Schildes war im Mittelalter von so großer Bedeutung für den ganzen Schild, daß das Wort ‚rand‘ in der Bedeutung Schild allgemein gebräuchlich war. Der Schwerpunkt war damit auf das Schildbild übergegangen. Das gezackte Blatt wird allerdings erstmals um 1420 von König Erich von Dänemark als Nesselblatt bezeichnet.“
Die drei Erklärungsansätze diskutiert schon eine Beschreibung des 1749 verstorbenen Kanonikus zu Waldeck, C. F. Dingelstedt, er schreibt „daß das eigentliche Wappen der Schaumburger Grafen der silber=rot geteilte Schild, das sog. Nesselblatt aber nur eine Umrahmung dieses Schildes war, der ursprünglich nur Schutzwaffe, dann Hoheitszeichen war. Mag es nun eine metallene Umrahmung oder mögen es Stofflappen gewesen sein, die als Randverzierung mit Nägeln an den drei Spitzen des Wappenschildes angeheftet waren, das auffallende Zackengebilde, das ja mit einem wirklichen Nesselblatt herzlich wenig Ähnlichkeit hat, hat die schlichte und auch wohl nicht einzig dastehende Gestaltung des silber=roten Schildes in den Hintergrund gedrängt und ist das Hauptmerkmal des Schaumburger Wappens geworden, das sich dann in der Form darstellt, daß ein silber=rotes Schild am Rande oben drei, an den Seiten je vier Zacken trägt, an den drei Schildecken ragen drei Nägel hervor, die zu verschiedenen Zeiten verschiedene Länge und Nagelköpfe aufweisen.“
Die Blasonierung des Schleswig-Holsteinischen Landeswappens beispielsweise gibt heute ausdrücklich „ein silbernes Nesselblatt auf rotem Grund“, betont also den Charakter der gemeinen Figur.
Die Dominanz und die genaue Form – etwa die Zahl der Zacken – variiert.

Historische und heutige Formen des Nesselblattes
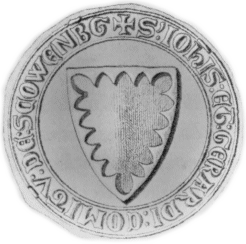
Bord, Mitte 13. Jh. (Siegel der Schauenburger) ∗
betont Bord im Spitzenschnitt (Lembeck, NRW)
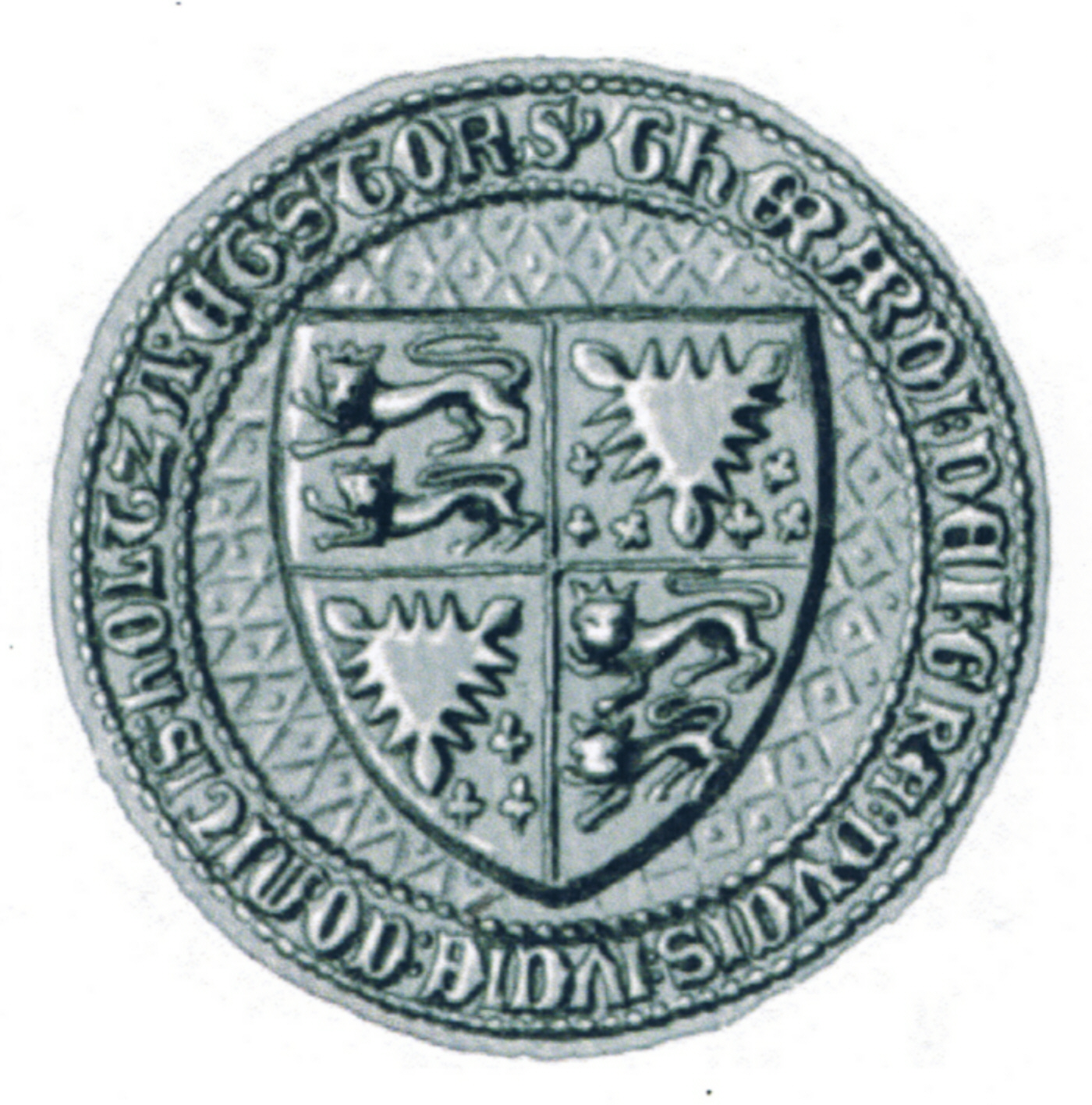
dreieckig bespitzt, Ende 13. Jh. (2.,3.; Siegel von Holstein) ∗
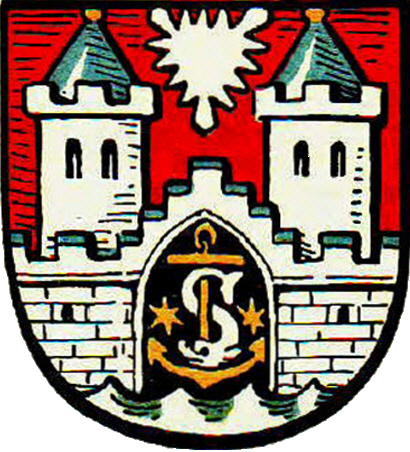
betont dreieckig, schwebend, 1920 (Uetersen, SH)
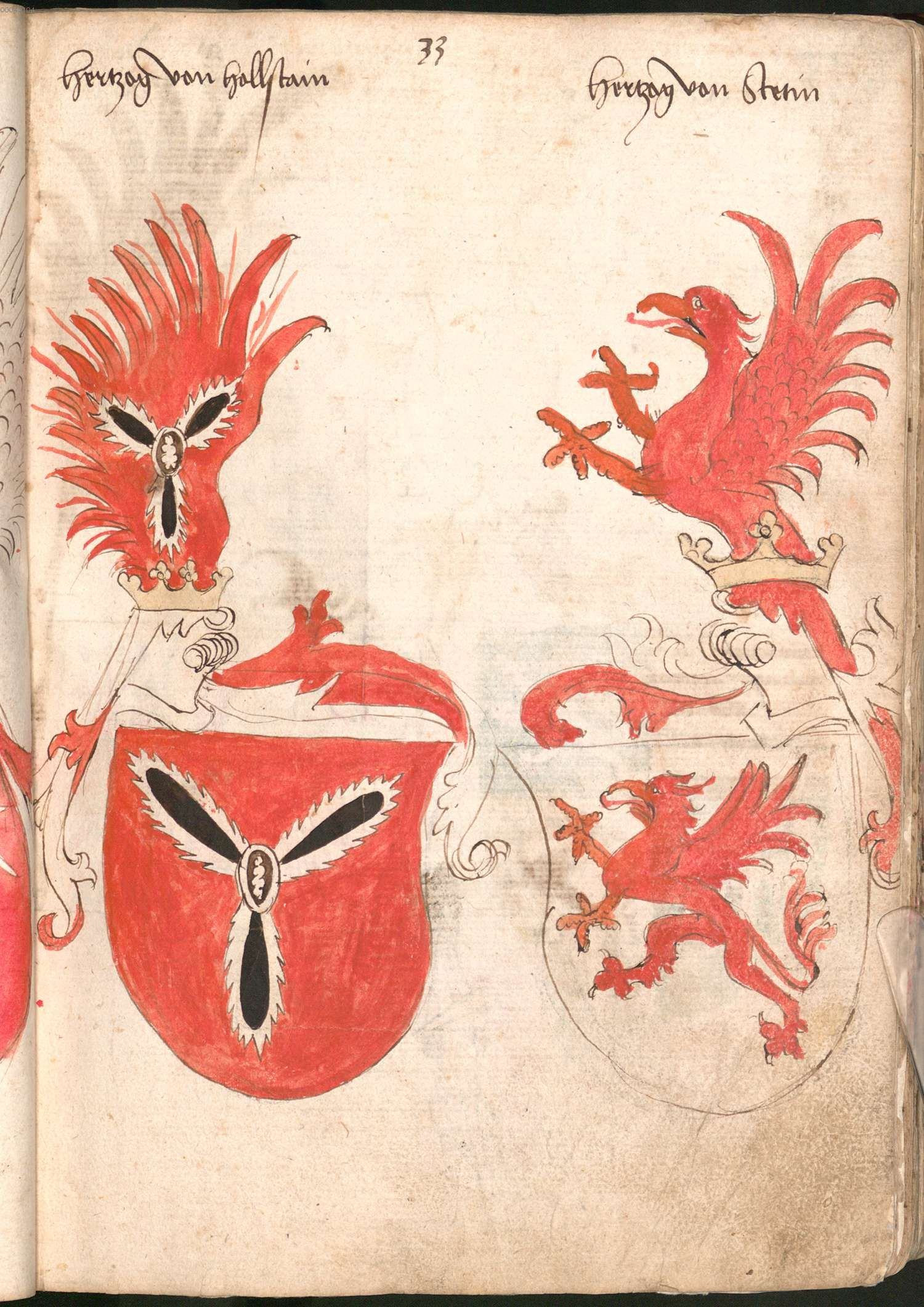
dreilappig, um 1490 (links; Holstein) ∗∗
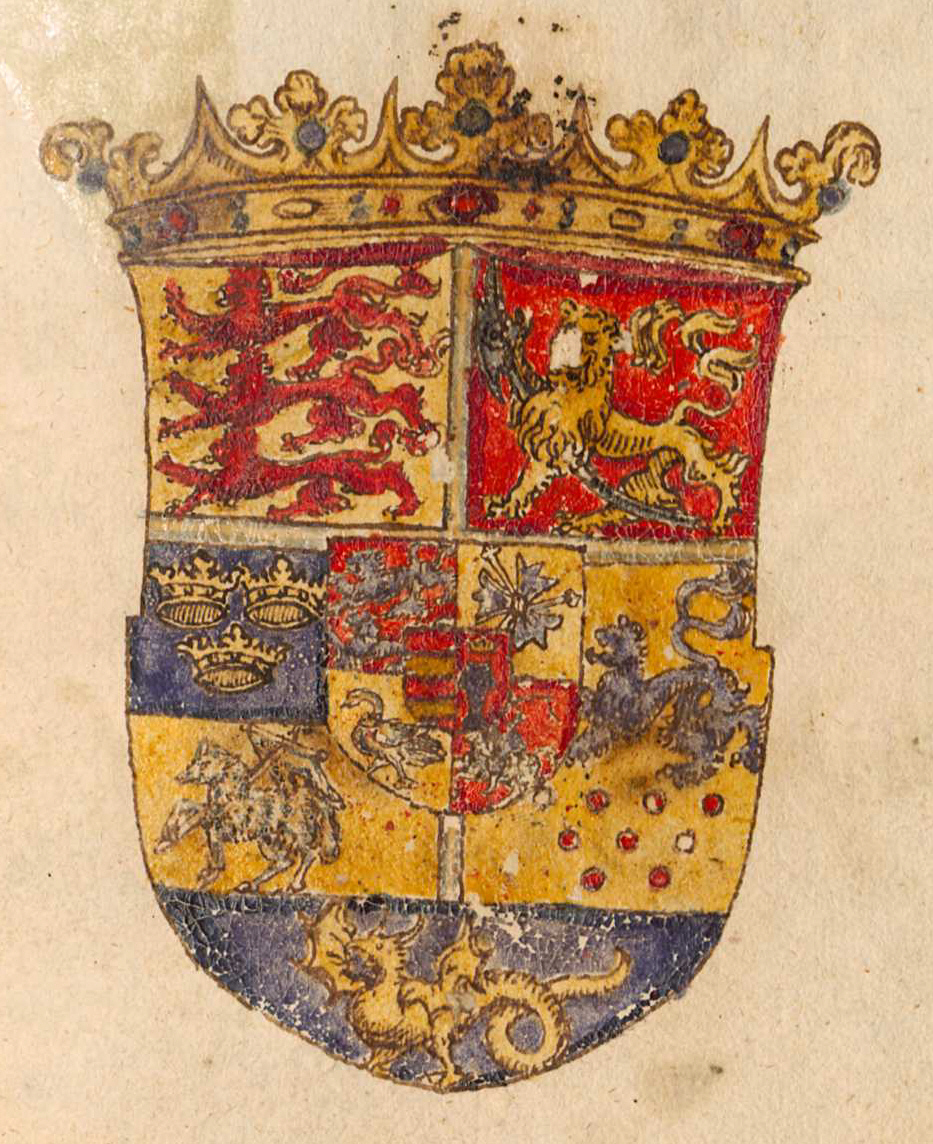
dreifiedrig, mit Kreuzstäben, um 1600 (2. im Mittelschild; Christian IV.) ∗∗
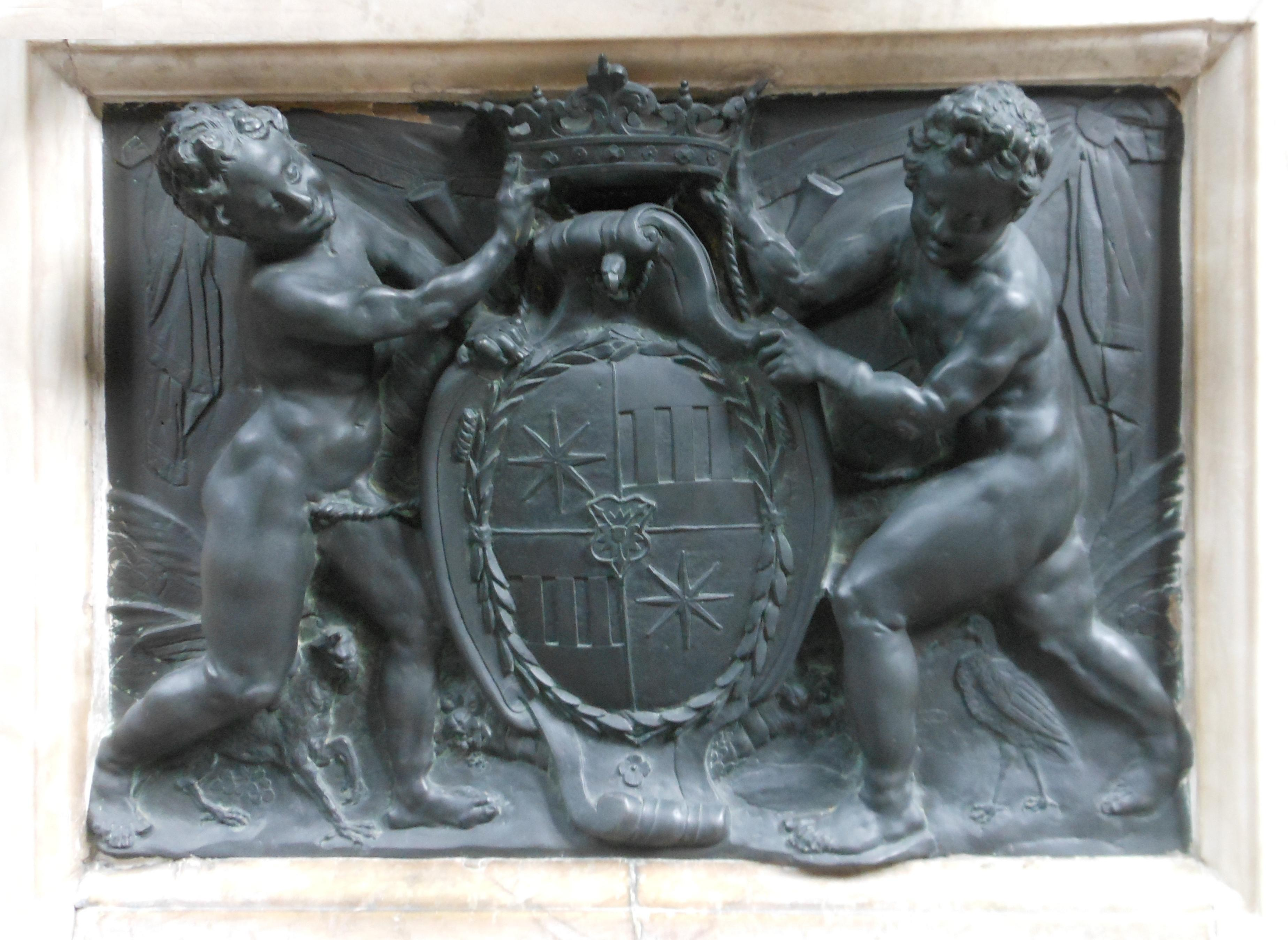
sternförmig, bepfeilt, um 1620 (Herzschild, Fürst Ernst) ∗∗∗
mit Nägeln belegt (Suthfeld, NI)
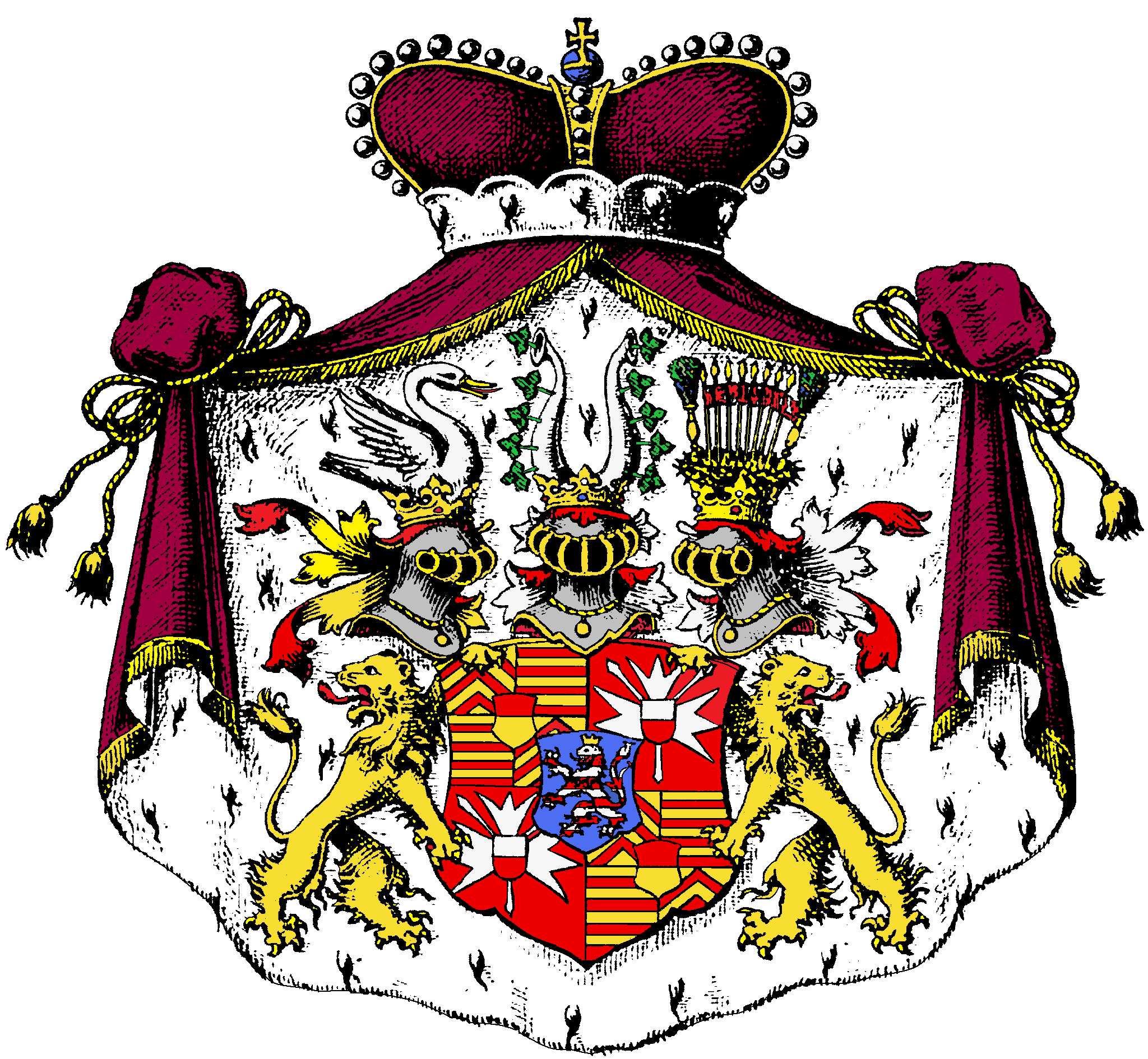
Zackenleisten und Diamanten, um 1850 (2.,3., um ein Herzschild; Hanau-Schaumburg)
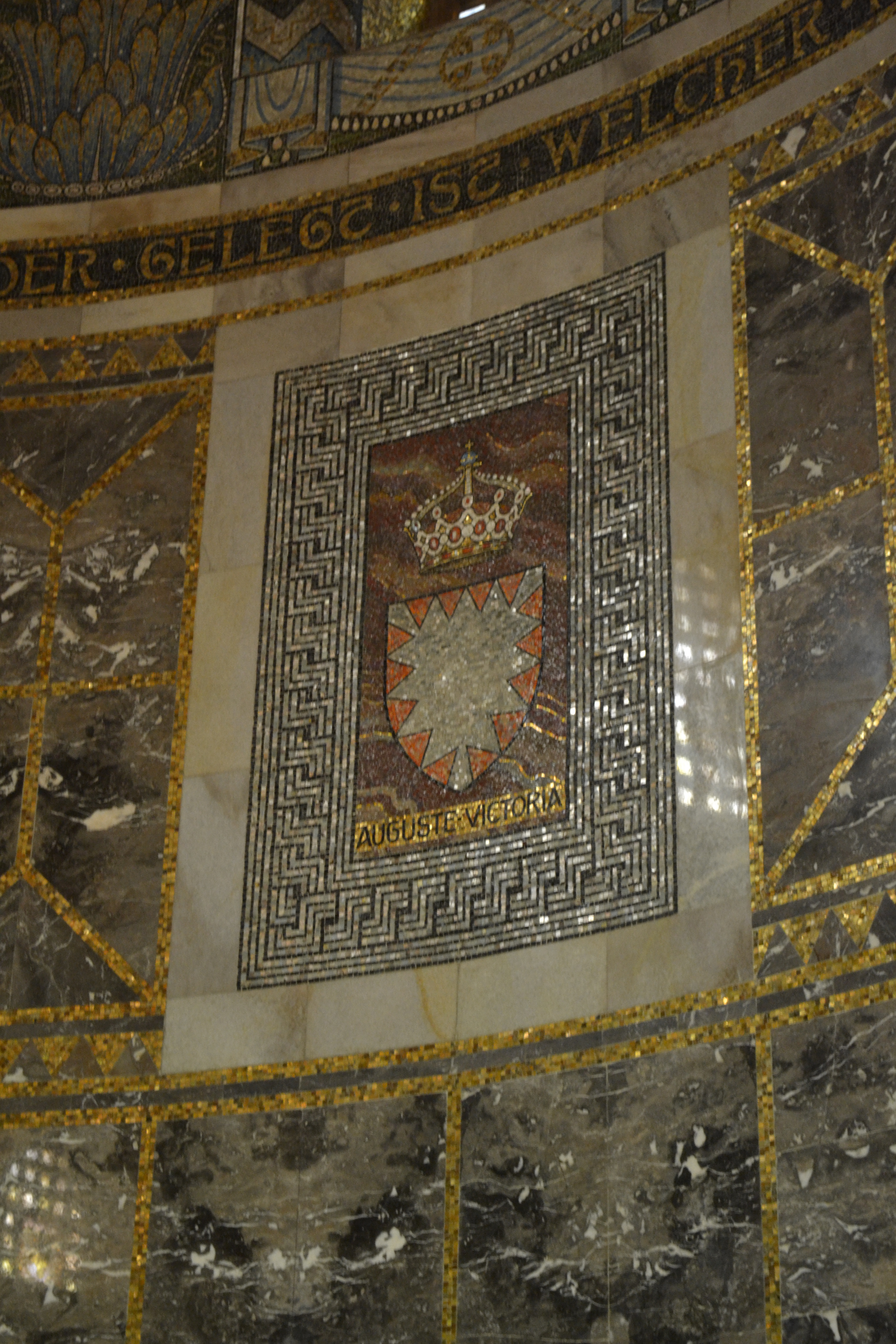
vom Rand wachsende Spitzen, um 1920 (Auguste Viktoria) ∗∗∗

## Verwendung
Es findet sich beispielsweise im Wappen des Bundeslandes Schleswig-Holstein, des Landkreises Schaumburg und des Kreises Pinneberg sowie in den Wappen verschiedener Städte, so Bückeburg, Rinteln, Stadthagen, Kiel (Hauptartikel: Kieler Wappen), Barmstedt, Neustadt in Holstein, Plön, Preetz, Uetersen oder Wedel. Außerdem ist das Nesselblatt auf der Landesdienstflagge abgebildet.
In Kopřivnice (Nesselsdorf) ist ein Brennesselblatt blasoniert.

## Liste der Wappen mit einem Nesselblatt

### Aktuelle Wappen
| Wappen | Status                     | Name                        | Kreis / Landkreis           | Bundesland                 | Besonderheiten                                 |
| ------ | -------------------------- | --------------------------- | --------------------------- | -------------------------- | ---------------------------------------------- |
|        | Gemeinde                   | Auetal                      | Landkreis Schaumburg        | Niedersachsen              |                                                |
|        | Stadt                      | Bad Bramstedt               | Kreis Segeberg              | Schleswig-Holstein         |                                                |
|        | Gemeinde                   | Bad Eilsen                  | Landkreis Schaumburg        | Niedersachsen              |                                                |
|        | Stadt                      | Bad Nenndorf                | Landkreis Schaumburg        | Niedersachsen              | mit Wappen der Samtgemeinde Nenndorf identisch |
|        | Kreisstadt                 | Bad Oldesloe                | Kreis Stormarn              | Schleswig-Holstein         |                                                |
|        | Stadt                      | Barmstedt                   | Kreis Pinneberg             | Schleswig-Holstein         |                                                |
|        | Gemeinde                   | Beckedorf                   | Landkreis Schaumburg        | Niedersachsen              |                                                |
|        | Stadtteil (von Bad Münder) | Beber                       | Landkreis Hameln-Pyrmont    | Niedersachsen              |                                                |
|        | Gemeinde                   | Bekdorf                     | Kreis Steinburg             | Schleswig-Holstein         |                                                |
|        | Gemeinde                   | Boksee                      | Kreis Plön                  | Schleswig-Holstein         |                                                |
|        | Gemeinde                   | Bornhöved                   | Kreis Segeberg              | Schleswig-Holstein         |                                                |
|        | Stadtteil (von Hamburg)    | Bramfeld                    | -                           | Hamburg                    |                                                |
|        | Stadt                      | Bückeburg                   | Landkreis Schaumburg        | Niedersachsen              |                                                |
|        | Stadtteil (von Bückeburg)  | Cammer                      | Landkreis Schaumburg        | Niedersachsen              |                                                |
|        | Stadtteil (von Fehmarn)    | Burg auf Fehmarn            | Kreis Ostholstein           | Schleswig-Holstein         | mit Wappen der Stadt Fehmarn identisch         |
|        | Samtgemeinde               | Eilsen                      | Landkreis Schaumburg        | Niedersachsen              |                                                |
|        | Stadtteil (von Rinteln)    | Exten                       | Landkreis Schaumburg        | Niedersachsen              |                                                |
|        | Stadt                      | Fehmarn                     | Kreis Ostholstein           | Schleswig-Holstein         | mit Wappen von Burg auf Fehmarn identisch      |
|        | Stadt                      | Flensburg                   | Kreisfreie Stadt            | Schleswig-Holstein         | Vgl. Flensburger Wappen                        |
|        | Stadt                      | Friedrichstadt              | Kreis Nordfriesland         | Schleswig-Holstein         |                                                |
|        | Ortsteil                   | Fürstenau                   | Landkreis Peine             | Niedersachsen              |                                                |
|        | Stadt                      | Gehrden                     | Region Hannover             | Niedersachsen              |                                                |
|        | Stadt                      | Gravelines                  | Département Nord            | Hauts-de-France            |                                                |
|        | Gemeinde                   | Grömitz                     | Kreis Ostholstein           | Schleswig-Holstein         |                                                |
|        | Gemeinde                   | Großenbrode                 | Kreis Ostholstein           | Schleswig-Holstein         |                                                |
|        | Gemeinde                   | Gülzow-Prüzen               | Landkreis Rostock           | Mecklenburg-Vorpommern     |                                                |
|        | Amt                        | Hanerau-Hademarschen        | Kreis Rendsburg-Eckernförde | Schleswig-Holstein         |                                                |
|        | Gemeinde                   | Haste                       | Landkreis Schaumburg        | Niedersachsen              |                                                |
|        | Gemeinde                   | Heiligenhafen               | Kreis Ostholstein           | Schleswig-Holstein         |                                                |
|        | Gemeinde                   | Hemmingstedt                | Kreis Dithmarschen          | Schleswig-Holstein         |                                                |
|        | Stadt                      | Hessisch Oldendorf          | Kreis Hameln-Pyrmont        | Niedersachsen              |                                                |
|        | Gemeinde                   | Hohnhorst                   | Landkreis Schaumburg        | Niedersachsen              |                                                |
|        | Gemeinde                   | Horst                       | Kreis Steinburg             | Schleswig-Holstein         |                                                |
|        | Stadt                      | Itzehoe                     | Kreis Steinburg             | Schleswig-Holstein         |                                                |
|        | Gemeinde                   | Kamenná Horka (Hermersdorf) | Okres Svitavy               | Tschechien                 |                                                |
|        | Stadt                      | Kaltenkirchen               | Kreis Segeberg              | Schleswig-Holstein         |                                                |
|        | Stadt                      | Kiel                        | Landeshauptstadt            | Schleswig-Holstein         | Vgl. Kieler Wappen                             |
|        | Sportverein                | Holstein Kiel               | -                           | Schleswig-Holstein         |                                                |
|        | Stadt                      | Kopřivnice (Nesselsdorf)    | Okres Nový Jičín            | Tschechien                 |                                                |
|        | Stadtteil (von Hamburg)    | Langenhorn                  | -                           | Hamburg                    |                                                |
|        | Gemeinde                   | Lauenhagen                  | Landkreis Schaumburg        | Niedersachsen              |                                                |
|        | Stadtteil (von Dorsten)    | Lembeck                     | Kreis Recklinghausen        |                            |                                                |
|        | Gemeinde                   | Linden                      | Kreis Dithmarschen          | Schleswig-Holstein         |                                                |
|        | Gemeinde                   | Lüdersfeld                  | Landkreis Schaumburg        | Niedersachsen              |                                                |
|        | Stadt                      | Lütjenburg                  | Kreis Plön                  | Schleswig-Holstein         |                                                |
|        | Stadtteil (von Wunstorf)   | Mesmerode                   | Städteregion Hannover       | Niedersachsen              |                                                |
|        | Samtgemeinde               | Nenndorf                    | Landkreis Schaumburg        | Niedersachsen              | mit Wappen der Stadt Bad Nenndorf identisch    |
|        | Gemeinde                   | Nettelsee                   | Kreis Plön                  | Schleswig-Holstein         |                                                |
|        | Stadt                      | Neumünster                  | kreisfreie Stadt            | Schleswig-Holstein         |                                                |
|        | Stadt                      | Neustadt in Holstein        | Kreis Ostholstein           | Schleswig-Holstein         |                                                |
|        | Samtgemeinde               | Niedernwöhren               | Landkreis Schaumburg        | Niedersachsen              |                                                |
|        | Samtgemeinde               | Nienstädt                   | Landkreis Schaumburg        | Niedersachsen              |                                                |
|        | Stadt                      | Obernkirchen                | Landkreis Schaumburg        | Niedersachsen              |                                                |
|        | Stadt                      | Oldenburg in Holstein       | Kreis Ostholstein           | Schleswig-Holstein         |                                                |
|        | Gemeinde                   | Oldendorf                   | Kreis Steinburg             | Schleswig-Holstein         |                                                |
|        | Gemeinde                   | Oststeinbek                 | Kreis Stormarn              | Schleswig-Holstein         |                                                |
|        | Stadtteil (von Hamburg)    | Ottensen                    | -                           | Hamburg                    |                                                |
|        | Kreis                      | Pinneberg                   | Kreis                       | Schleswig-Holstein         |                                                |
|        | Kreis                      | Plön                        | Kreis                       | Schleswig-Holstein         |                                                |
|        | Stadt                      | Plön                        | Kreis Plön                  | Schleswig-Holstein         |                                                |
|        | Gemeinde                   | Pollhagen                   | Landkreis Schaumburg        | Niedersachsen              |                                                |
|        | Stadt                      | Preetz                      | Kreis Plön                  | Schleswig-Holstein         |                                                |
|        | Gemeinde                   | Prisdorf                    | Kreis Pinneberg             | Schleswig-Holstein         |                                                |
|        | Truppenübungsplatz         | Putlos                      | Kreis Ostholstein           | Schleswig-Holstein         |                                                |
|        | Kreis                      | Recklinghausen              | Kreis                       | Nordrhein-Westfalen        |                                                |
|        | Stadt                      | Rendsburg                   | Kreis Rendsburg-Eckernförde | Schleswig-Holstein         |                                                |
|        | Kreis                      | Rendsburg-Eckernförde       | Kreis                       | Schleswig-Holstein         |                                                |
|        | Gemeinde                   | Rethwisch                   | Kreis Steinburg             | Schleswig-Holstein         |                                                |
|        | Stadt                      | Rinteln                     | Landkreis Schaumburg        | Niedersachsen              |                                                |
|        | Stadt                      | Rodenberg                   | Landkreis Schaumburg        | Niedersachsen              |                                                |
|        | Gemeinde                   | Rosdorf                     | Kreis Steinburg             | Schleswig-Holstein         |                                                |
|        | Stadtteil (von Bückeburg)  | Rusbend                     | Landkreis Schaumburg        | Niedersachsen              |                                                |
|        | Samtgemeinde               | Sachsenhagen                | Landkreis Schaumburg        | Niedersachsen              |                                                |
|        | Stadt                      | Sachsenhagen                | Landkreis Schaumburg        | Niedersachsen              |                                                |
|        | Landkreis                  | Schaumburg                  | Landkreis                   | Niedersachsen              |                                                |
|        | Gemeinde                   | Schenefeld                  | Kreis Steinburg             | Schleswig-Holstein         |                                                |
|        | Bundesland                 | Schleswig-Holstein          | Bundesland                  | Bundesrepublik Deutschland |                                                |
|        | Gemeinde                   | Schönkirchen                | Kreis Plön                  | Schleswig-Holstein         |                                                |
|        | Kreis                      | Segeberg                    | Kreis                       | Schleswig-Holstein         |                                                |
|        | Stadt                      | Stadthagen                  | Landkreis Schaumburg        | Niedersachsen              | (kleines Wappen)                               |
|        | Stadt                      | Stadthagen                  | Landkreis Schaumburg        | Niedersachsen              |                                                |
|        | Kreis                      | Steinburg                   | Kreis                       | Schleswig-Holstein         |                                                |
|        | Ortschaft (von Wunstorf)   | Steinhude                   | Region Hannover             | Niedersachsen              | (ist hier in früherer Version)                 |
|        | Gemeinde                   | Stolpe                      | Kreis Plön                  | Schleswig-Holstein         |                                                |
|        | Gemeinde                   | Stoltenberg                 | Kreis Plön                  | Schleswig-Holstein         |                                                |
|        | Gemeinde                   | Suthfeld                    | Landkreis Schaumburg        | Niedersachsen              |                                                |
|        | Gemeinde                   | Tangstedt                   | Kreis Stormarn              | Schleswig-Holstein         |                                                |
|        | Gemeinde                   | Tensbüttel-Röst             | Kreis Dithmarschen          | Schleswig-Holstein         |                                                |
|        | Gemeinde                   | Trent                       | Landkreis Vorpommern-Rügen  | Mecklenburg-Vorpommern     |                                                |
|        | Stadt                      | Uetersen                    | Kreis Pinneberg             | Schleswig-Holstein         |                                                |
|        | Gemeinde                   | Velesmes-Échevanne          | Département Haute-Saône     | Bourgogne-Franche-Comté    |                                                |
|        | Gemeinde                   | Wangels                     | Kreis Ostholstein           | Schleswig-Holstein         |                                                |
|        | Stadt                      | Wedel                       | Kreis Pinneberg             | Schleswig-Holstein         |                                                |
|        | Stadt                      | Wilster                     | Kreis Steinburg             | Schleswig-Holstein         |                                                |

### Historische Wappen
| Wappen | Name                                                                          | Besonderheiten                       |
| ------ | ----------------------------------------------------------------------------- | ------------------------------------ |
|        | Wappen Holstein-Gottorp (1544–1818)                                           |                                      |
|        | Wappen Romanow-Holstein-Gottorp (1562–1917)                                   |                                      |
|        | Mittleres Wappen Preußens                                                     |                                      |
|        | Wappen der Landgrafschaft Hessen-Kassel (1736–1803)                           |                                      |
|        | Wappen des Kurfürstentums Hessen-Kassel (1803–1806)                           |                                      |
|        | Wappen des Kurfürstentums Hessen-Kassel (1815–1866)                           |                                      |
|        | Wappen der Landgrafen von Hessen-Kassel-Rumpenheim (nach 1917)                |                                      |
|        | Wappen der Landgrafschaft Hessen-Darmstadt (1736–1804)                        |                                      |
|        | Wappen der Landgrafschaft und des Großherzogtums Hessen-Darmstadt (1804–1808) |                                      |
|        | Wappen der Landgrafschaft Hessen-Homburg (1736–1866)                          |                                      |
|        | Wappen der Landgrafschaft Hessen-Homburg-Limpurg (um 1700)                    |                                      |
|        | Wappen der Landgrafschaft Hessen-Philippsthal (um 1866)                       |                                      |
|        | Wappen der Landgrafschaft Hessen-Rotenburg (um 1834)                          |                                      |
|        | Wappen des Fürstenhauses Hanau-Hořovice                                       |                                      |
|        | Schaumburg-Lippe (Fürstentum)                                                 |                                      |
|        | Provinz Schleswig-Holstein                                                    |                                      |
|        | Schaumburg-Lippe (Freistaat)                                                  |                                      |
|        | Landkreis Grafschaft Schaumburg (1946–1977)                                   |                                      |
|        | Landkreis Schaumburg-Lippe (1946–1977)                                        |                                      |
|        | Amt Hervest-Dorsten (1929–1974)                                               |                                      |
|        | Herzogtum Holstein                                                            |                                      |
|        | Kreis Oldenburg in Holstein                                                   |                                      |
|        | Kreis Pinneberg                                                               | Erster Wappenentwurf von 1924        |
|        | Kreis Pinneberg                                                               | Wappen des Kreises von 1935 bis 1946 |
|        | Kreis Rendsburg                                                               | bis 1970                             |